# 克林頓維爾 (阿拉巴馬州)
克林頓維爾（英語：Clintonville）是一個位於美國阿拉巴馬州科菲縣的非建制地區。該地的面積和人口皆未知。

## 地理
克林頓維爾的座標為31°24′26″N 85°53′39″W / 31.40722°N 85.89416°W，而該地最高點為海拔高度133米（即436英尺）。